# George Hugh Niederauer
George Hugh Niederauer (Los Angeles, 14 giugno 1936 – San Rafael, 2 maggio 2017) è stato un arcivescovo cattolico statunitense.

## Biografia
Monsignor George Hugh Niederauer nacque a Los Angeles il 14 giugno 1936 ed era l'unico figlio di George Niederauer ed Elaine (nata Sullivan).

### Formazione e ministero sacerdotale
Dopo aver frequentato le elementari all'Accademia di Santa Caterina ad Anaheim, nel 1950 iniziò gli studi alla Saint Anthony High School di Long Beach dove conobbe il coetaneo William Joseph Levada, futuro cardinale e suo predecessore nella cattedra di San Francisco, con il quale strinse una calorosa e duratura amicizia. Dopo il liceo studiò all'Università di Stanford per un anno e poi entrò nel programma di formazione del seminario dell'arcidiocesi di Los Angeles. Nel 1958 ricevette un Bachelor of Arts in filosofia al seminario "San Giovanni" di Camarillo. Completò poi un programma di quattro anni di teologia al seminario "San Giovanni" e conseguì la laurea in sacra teologia all'Università Cattolica d'America a Washington.
Il 30 aprile 1962 fu ordinato presbitero per l'arcidiocesi di Los Angeles. Lo stesso anno conseguì un Master of Arts in letteratura inglese alla Loyola Marymount University di Los Angeles. Dopo aver prestato servizio in parrocchia e aver conseguito il dottorato in letteratura inglese presso la University of Southern California divenne docente di inglese e poi direttore spirituale al Saint John's Seminary College. Papa Giovanni Paolo II lo nominò prelato d'onore di Sua Santità. Dal 1987 al 1992 fu rettore del seminario "San Giovanni". Dal 1992 alla nomina episcopale fu co-direttore della "Cardinal Manning House of Prayer for Priests" di Los Angeles.

### Ministero episcopale
Il 3 novembre 1994 papa Giovanni Paolo II lo nominò vescovo di Salt Lake City. Ricevette l'ordinazione episcopale il 25 gennaio successivo nella cattedrale di Santa Maria Maddalena a Salt Lake City dal cardinale Roger Michael Mahony, arcivescovo metropolita di Los Angeles, co-consacranti il vescovo di Portland in Oregon William Joseph Levada e quello di Boise City Tod David Brown. Durante gli undici anni di episcopato nello Utah ricevette elogi sia dai cattolici sia dai mormoni per il suo forte senso di giustizia sociale, la profonda preoccupazione per la pace e l'impegno per la non violenza. Nel 2004 pubblicò una riflessione spirituale sulla vita cristiana, intitolata "Prezioso come l'argento: immaginando la tua vita con Dio".
Era anche noto per essere la più accessibile delle persone e uno le cui omelie erano quasi magiche nella loro capacità di rendere certi passaggi della Scrittura e concetti teologici potenzialmente difficili, comprensibili, applicabili e persino stimolanti nella vita quotidiana.
Il 15 dicembre 2005 papa Benedetto XVI lo nominò arcivescovo metropolita di San Francisco. Prese di possesso dell'arcidiocesi il 15 febbraio successivo. Il 25 novembre dello stesso anno il papa lo nominò membro del Pontificio consiglio delle comunicazioni sociali.
Come arcivescovo, monsignor Niederauer era noto per la sua guida spirituale, l'intelligenza, la saggezza, la compassione e l'umorismo. Era sempre concentrato sulla sua responsabilità di vivere e insegnare la fede. Quando venne nominato arcivescovo, gli fu chiesto che cosa avrebbe voluto che il popolo dell'arcidiocesi di San Francisco conoscesse di lui. Rispose: "Ho scelto il motto per il mio stemma, per servire e per dare, perché sono convinto che la leadership nel servizio nella Chiesa definisce il ruolo del vescovo. Questo è il messaggio del Vangelo, come nella lettura di Marco, capitolo 10, che è stata inclusa nella mia Messa di installazione. Lì sentiamo Giacomo e Giovanni che chiedono posti speciali accanto a Gesù. Dice a tutti i suoi apostoli che colui che vorrebbe essere il primo tra di voi deve essere il servitore di tutti perché il Figlio dell'Uomo non è venuto per essere servito, ma per servire e dare la propria vita in riscatto per i molti. Condurre servendo: è facilmente frainteso, ma mi sembra centrale".
Il 29 agosto 2011 venne sottoposto a un intervento chirurgico al cuore con doppio by-pass di emergenza.
Fu presidente della commissione delle comunicazioni sociali e membro di vari comitati della Conferenza dei vescovi cattolici degli Stati Uniti.
Il 4 ottobre 2012 papa Benedetto XVI accettò la sua rinuncia al governo pastorale dell'arcidiocesi. Si trasferì quindi nel seminario "San Patrizio" di Menlo Park dove visse con il cardinale Levada. Durante i suoi quasi cinque anni di pensione, rispose generosamente alle frequenti richieste di predicare ritiri per vescovi, sacerdoti, diaconi, religiosi, religiose e seminaristi.
Nel gennaio del 2017 si trasferì nella Nazareth House di San Rafael dopo che gli era stata diagnosticata una interstiziopatia polmonare incurabile. Morì il 2 maggio 2017 all'età di 80 anni. Le esequie si tennero il 12 maggio alle ore 11 nella cattedrale di Santa Maria a San Francisco e furono presiedute dal cardinale William Joseph Levada. Al termine del rito la salma fu tumulata nella cappella degli arcivescovi del Holy Cross Catholic Cemetery di Colma.

## Opinioni

### Supporto di Proposition 8
Nel 2008 monsignor Niederauer promosse la Proposition 8 in California, una misura di voto per riconoscere il matrimonio eterosessuale come l'unico matrimonio valido in California. Niederauer sostenne di essere stato determinante nel forgiare le alleanze tra cattolici e mormoni per sostenere la misura. Scrisse il San Francisco Chronicle: "Niederauer disegnò nella Chiesa di Gesù Cristo dei santi degli ultimi giorni e si dimostrò una mossa critica nella costruzione di una coalizione multi-religiosa, la spina dorsale della raccolta di fondi, l'organizzazione e il sostegno al voto per la misura di voto riuscita. Mettendo insieme i mormoni e i cattolici, Niederauer allineerebbe le due più potenti istituzioni religiose nella battaglia Prop. 8".

### Film
L'arcivescovo disse di aver visto I segreti di Brokeback Mountain diventando così il primo chierico americano ad affermare di aver visto il film. Quando gli chiesero la sua reazione disse: "Pensavo fosse molto potente e probabilmente ho avuto un approccio diverso rispetto a molte persone. Era una storia non solo sulla relazione tra i due personaggi principali, ma di un gruppo di relazioni. E penso che in tutto questo una delle lezioni è la distruttività di non essere onesti con se stessi e non essere onesti con gli altri, non essere fedeli, provare a vivere una doppia vita e cosa si fa in ciascuna delle vite che si cerca di vivere".

### Astinenza
"La nostra convinzione è che dobbiamo mantenere l'astinenza e lo facciamo in tutti i nostri insegnamenti sulla sessualità dicendo che l'attività sessuale al di fuori del matrimonio è sbagliata. Ora questa è un'asticella molto alta e lo capisco. E non me ne pento, l'ho sottoscritto e lo insegno, capisco perché le persone lo trovano difficile e non lo condivido, capisco perché lo fanno ma non sono d'accordo con loro. Direi che le persone che non sono d'accordo con noi possono essere in disaccordo senza essere spiacevoli".

### Insegnamento morale
"L'insegnamento morale autentico si basa sulla verità oggettiva, non sul voto".

## Opere
- Precious as Silver: Imagining Your Life with God, Ave Maria Press 2003

## Genealogia episcopale e successione apostolica
La genealogia episcopale è:
- Cardinale Scipione Rebiba
- Cardinale Giulio Antonio Santori
- Cardinale Girolamo Bernerio, O.P.
- Arcivescovo Galeazzo Sanvitale
- Cardinale Ludovico Ludovisi
- Cardinale Luigi Caetani
- Cardinale Ulderico Carpegna
- Cardinale Paluzzo Paluzzi Altieri degli Albertoni
- Cardinale Gaspare Carpegna
- Cardinale Fabrizio Paolucci
- Cardinale Francesco Barberini
- Cardinale Annibale Albani
- Cardinale Federico Marcello Lante Montefeltro della Rovere
- Vescovo Charles Walmesley, O.S.B.
- Arcivescovo John Carroll, S.I.
- Cardinale Jean-Louis Anne Madelain Lefebvre de Cheverus
- Arcivescovo Ambrose Maréchal, P.S.S.
- Vescovo John Dubois, P.S.S.
- Arcivescovo John Joseph Hughes
- Cardinale John McCloskey
- Arcivescovo Michael Augustine Corrigan
- Cardinale John Murphy Farley
- Cardinale Patrick Joseph Hayes
- Arcivescovo John Joseph Mitty
- Vescovo Hugh Aloysius Donohoe
- Cardinale Roger Michael Mahony
- Arcivescovo George Hugh Niederauer

La successione apostolica è:
- Vescovo Randolph Roque Calvo (2006)
- Vescovo William Joseph Justice (2008)
- Cardinale Robert Walter McElroy (2010)

## Araldica
| Stemma | Descrizione |
| ------ | --- |
|        | Lo stemma di un arcivescovo è costituito dallo scudo posto su una croce arcivescovile. Questa croce, usata solo da un arcivescovo, ha una barra più piccola sopra la traversa che sostiene il Cristo crocifisso. L'origine di questo barra più piccola si trova nella rappresentazione della piccola targa, su cui è stata scritta l'iscrizione INRI, ovvero Iesus Nazarenus Rex Iudaeorum (Gesù di Nazareth, re dei giudei). L'uso di questo tipo di croce come insegne dell'arcivescovo metropolita risale al 1232, sotto papa Gregorio IX. Questa croce è il simbolo principale del grado di arcivescovo. Lo stemma di monsignor Niederauer è diviso in due ed è la combinazione di due stemmi. Sul lato sinistro, vediamo le insegne dell'arcidiocesi di San Francisco. Le braccia incrociate di Cristo e San Francesco d'Assisi sono una rappresentazione classica di San Francesco. Sulla destra, lo stemma personale dell'arcivescovo Niederauer mostra, su un campo bianco, una croce rossa nota in araldica come "Croce di San Giorgio". Questa croce, così come il pastorale da abate nero, che rappresenta Sant'Ugo di Cluny, rappresentano i santi patroni dell'arcivescovo. La base ondulata verde del campo allude alle dolci colline e alle valli di un "prato basso", una traduzione del cognome del vescovo. Nella parte superiore sinistra dello stemma personale del vescovo ci sono due ali d'angelo blu per ricordare la città di Los Angeles, la città di Nostra Signora degli Angeli, dove nacque e servì come sacerdote. La rosa tra le ali dell'angelo rappresenta Maria, la madre di Gesù, come la Rosa mistica, la Regina degli Angeli. Sulla pergamena sotto il campo c'è un motto tratto dai Vangeli di San Marco (10:45) e San Matteo (20:28): "Servire e dare". Questo motto esprime il desiderio dell'arcivescovo Niederauer di emulare Cristo che "non è venuto per essere servito, ma per servire e dare la propria vita in riscatto per molti". Sopra la croce vi è un tipo di cappello chiamato galero con due nappe con dieci fiocchi ciascuno. Il galero non è più indossato ma è ancora utilizzato negli stemmi di cardinali, patriarchi, arcivescovi e vescovi. Il galero rosso è il simbolo tradizionale di un cardinale, da qui il detto "ricevere il cappello rosso". Il colore appropriato per il galero di un patriarca, arcivescovo o vescovo è invece il verde. Il numero di nappine è un altro simbolo di rango. I cardinali hanno quindici nappe rosse, i patriarchi hanno quindici nappe verdi, gli arcivescovi dieci e i vescovi sei. Paul J. Sullivan, del Rhode Island, ha assistito l'arcivescovo Niederauer nel disegnare il suo stemma, che riconosce le radici filiali ed ecclesiali, i suoi santi patroni e il suo amore per Maria, come espressione degli ideali del suo episcopato. |